# Graeffea erythroptera
Graeffea erythroptera är en insektsart som först beskrevs av Olivier 1792.  Graeffea erythroptera ingår i släktet Graeffea och familjen Phasmatidae. Inga underarter finns listade i Catalogue of Life.